# Steven Nyman
Steven Nyman nació el 12 de febrero de 1982 en Provo (Estados Unidos), es un esquiador que tiene 3 victorias en la Copa del Mundo de Esquí Alpino (con un total de 11 podiums).

## Resultados

### Juegos Olímpicos de Invierno
- 2006 en Turín, Italia
  - Descenso: 19.º
  - Combinada: 29.º
  - Super Gigante: 43.º

- 2010 en Vancouver, Canadá
  - Descenso: 20.º

- 2014 en Sochi, Rusia
  - Descenso: 27.º

### Campeonatos Mundiales
- 2007 en Åre, Suecia
  - Combinada: 9.º
  - Super Gigante: 12.º
  - Descenso: 21.º

- 2011 en Garmisch-Partenkirchen, Alemania
  - Descenso: 13.º

- 2013 en Schladming, Austria
  - Descenso: 25.º

- 2015 en Vail/Beaver Creek, Estados Unidos
  - Descenso: 4.º
  - Super Gigante: 20.º
  - Combinada: 21.º

### Copa del Mundo

#### Clasificación general Copa del Mundo
- 2001-2002: 119.º
- 2005-2006: 46.º
- 2006-2007: 26.º
- 2007-2008: 49.º
- 2008-2009: 78.º
- 2009-2010: 89.º
- 2010-2011: 90.º
- 2012-2013: 59.º
- 2013-2014: 83.º
- 2014-2015: 26.º

#### Clasificación por disciplinas (Top-10)
- 2006-2007:
  - Descenso: 10.º

- 2014-2015:
  - Descenso: 6.º

- 2015-2016:
  - Descenso: 6.º

#### Victorias en la Copa del Mundo (3)

##### Descenso (3)
| Fecha                   | Lugar       |
| ----------------------- | ----------- |
| 16 de diciembre de 2006 | Val Gardena |
| 15 de diciembre de 2012 | Val Gardena |
| 19 de diciembre de 2014 | Val Gardena |